# Ilford Photo
Ilford Photo is een Brits bedrijf dat materiaal produceert voor kwaliteits-zwart-wit-fotografie (film, fotopapier, ontwikkelaar) en papier voor het printen van foto's.

## Geschiedenis
Ilford Photo werd in 1879 opgericht door Alfred Harman en hield zich bezig met de productie van droge fotografische platen en vanaf 1891 van lichtgevoelig papier. In 1912 bracht men rolfilms op de markt; in 1935 bewegende film. In 1945 werd Ilford getroffen bij een bombardement. Vanaf 1948 produceerde het bedrijf ook camera's. In 1959 kreeg ICI zeggenschap over het bedrijf. In 1960 kwam men met een kleurennegatieffilm. In 1963 kocht CIBA aandelen. In 1967 hadden CIBA en ICI samen alle aandelen in handen. In 1969 was CIBA de enige aandeelhouder. In 1990 werd het bedrijf verkocht aan de Amerikaanse firma Paper; in 1992 liet deze Ilford fuseren met haar dochter Anitec. In 2004 splitste het bedrijf zich in een Zwitserse tak en het Britse Ilford Photo, dat onder meer holografisch papier en compactcamera's op de markt brengt, naast papier, film en ontwikkelaar voor zwart-witfoto's. Het Zwitserse bedrijf, dat zich toelegde op materiaal voor inkjetprinters, ging in december 2014 failliet; het Britse bedrijf meldde de productie van kwaliteitspapier over te nemen.